# Difesa di Cincinnati
Per difesa di Cincinnati si intende una serie di operazioni, svoltesi nel settembre 1862 nell'ambito della campagna del Kentucky della guerra di secessione americana, volte ad impedire la conquista dalle città da parte dell'esercito confederato.

## Contesto
Allo scoppio della guerra di secessione, Cincinnati era la sesta città più grande degli Stati Uniti. Con l'avvio della campagna del Kentucky, il comandante sudista Edmund Kirby Smith ordinò al brigadiere generale Henry Heth di avanzare verso nord minacciare la città, senza tuttavia aver lo scopo ultimo di conquistarla.
Il sindaco di Cincinnati George Hatch ordinò la chiusura di tutti gli esercizi commerciali e il maggiore generale Lew Wallace, comandante delle forze nordiste della città, istituì la legge marziale sequestrando sedici navi a vapore e trasformandole in navi da guerra.
Wallac reclutò nuovi uomini per la difesa della città e organizzò dei gruppi di militari sia a Cincinnati che nelle vicine Newport e Covington (in Kentucky). Vennero costruite circa otto miglia di fortificazioni e di trincee da Ludlow a Fort Thomas e difesa delle quali furono schierati 25 000 soldati e 60 000 volontari.
Heth arrivarò nei pressi di Covington il 6 settembre 1862 e, considerate le difese dei nordisti, stabilì che un suo attacco non avrebbe avuto alcuna possibilità di successo. Dopo qualche ulteriore giorni di ricognizione, dunque, Heth tornò a Lexington.
Il 5 settembre, il governatore dell'Ohio David Tod annunciò alla popolazione che non sarebbero serviti altri volontari per la difesa di Cincinnati, ma avviso che tutte le organizzazioni militari potevano essere usate per usi futuri.
Il 12 settembre Wallace telegrafò al maggiore generale Horatio Wright (comandante del dipartimento dell'Ohio) a Cincinnati informando della ritirata del nemico. La maggior parte dei soldati nordisti schierati a difesa di Cincinnati venne dunque trasferita a Louisville, minacciata dall'avanzata dell'esercito sudista del generale Braxton Bragg.